# Llanidloes and Newtown Railway
Die Llanidloes and Newtown Railway war eine britische Eisenbahngesellschaft in Powys in Wales.

## Geschichte
Die Gesellschaft wurde am 4. August 1859 gegründet. Die 22,5 Kilometer lange Bahnstrecke entlang des Severn zwischen Llanidloes und Newtown wurde am 30. April 1859 für den Güter- und am 2. September 1859 für den Personenverkehr eröffnet. Finanziert und ausgeführt wurde der Bau der Strecke mit lokalem Kapital und örtlichen Arbeitskräften. Beteiligt an der Unternehmung war unter anderem der walisische Industrielle und spätere Parlamentsabgeordnete David Davies aus Llandinam. Erst mit der Fertigstellung der Oswestry and Newtown Railway am 10. Juni 1861 wurde die bis dahin isolierte Strecke ans übrige Bahnnetz angeschlossen.  In Llanidloes bestand eine Verbindung zur Mid-Wales Railway.
Auf Grund von Streitigkeiten um das Wegerecht zwischen der Mid-Wales Railway und der Manchester and Milford Railway wurde der 2,4 Kilometer lange Abschnitt zwischen dem Bahnhof Llanidloes und Penpontbren Junction der Llanidloes and Newtown Railway zugeschlagen und die beiden konkurrierenden Gesellschaften erhielten entsprechenden Nutzungsrechte.
Am 25. Juli 1864 fusionierte die Gesellschaft mit drei weiteren Bahngesellschaften zur Cambrian Railways.